# Бланкита Амаро
Бланкита Амаро (шп. Blanquita Amaro; Сан Антонио де лос Бањос, 30. јун 1923 – Мајами 15. март 2007) била је кубанска глумица 1940-их и почетком 1950-их година, глумела за време Златног доба аргентинске кинематографије.
Појавила се у око 17 филмова у периоду између 1939. и 1954. године, најчешће у филмовима у родној Куби у копродукцији са Аргентином, на пример филм A La Habana me voy, који ради под редитељском палицом Луиса Бајона Херере. Такође се појављује у филмовима као што је Buenos Aires a la vista из 1950. године у коме се преплићу снажне аргентинске теме.
Повлачи се из света филма 1954. године.

## Након филмске каријере
Бланкита Амаро напушта Кубу и одлази у Панаму 1959. године, где се настањује заједно са својим супругом и менаџером, Орландом Вилегасом, и њиховом ћерком Иданијом. За 10 година, била је водитељка дневног телевизијског програма и учествовала у бројним хуманитарним представама.
1968. године, Бланкита се сели у Мајами у САД. У Мајамију је држала сопствено позориште које је било смештено на југозападу авеније 57 у коме је глумила у представи My Husband's Lover заједно са својом ћерком Иданијом, Германом Бариосом и Мигелом де Грандијем млађим. Такође је била водитељка телевизијских емисија The Blanquita Amaro Show и Say It in Mime, и појавила се у бројним представама приређеним од стране Pro Arte Grateli друштва.
Способност Бланките Амаро да се прилагоди било ком окружењу омогућило јој је да буде радијска водитељка на бројним радио станицама у Мајамију, као што су La Pedrosa и Cadena Azúl, дуго година.
У Мајамију је, 1980. године, снимила свој последњи филм How Hot Miami Is! са Олгом Гиљот, Рајмундом Хидалго Гатом и Педром Романом. Добија похвале за своје учешће у драми Stolen Lives, и комедији The Close Friends, са Гриселдом Ногијерасом и Нестором Кабелијем.
За 28 година, Бланкита Амаро се приказује у Cuba Sings and Dances, учествује у бројним емисијама међу којима је и Miami-Dade County Audition у којој је продуценткиња њена ћерка Иданија а режисер њен законски син Маноло дел Кањал. Неколико популарних уметника је учествовало у тој емисији међу којима су, поред Бланките, и Олга Гиљот, Тонголеле, Марија Марта Сера Лима и Ћомара Алфоро.
Један од последњих јавних наступа Бланкита Амаро је имала 27. јануара 2007. године у Артајм позоришту у Мајамију. На концерту сопрана Алине Санчез посвећеном њој, добија велике овације присутне публике.
Бланкита Амаро је преминула од срчаног удара 15. марта 2007. године у Мајамију у својој 83-ој години.

## Филмографија
- Casada y señorita (1954)
- Mi viudo y yo (1954)
- Bella, la salvaje (1953)
- Bárbara atómica (1952)
- Locuras, tiros y mambos (1951)
- A Cuban in Spain (1951) .... Blanquita
- A La Habana me voy (1951)
- Buenos Aires à la vista (1950)
- Rincón criollo (1950)
- Seductor, El (1950)

aka The Seductor (International: English title)
- Noche en el Ta-Ba-Rín, Una (1949)
- Embrujo antillano (1947)
- Bésame mucho (1945)
- Escándalo de estrellas (1944) .... Elena Silveira
- Summer Hotel (1944)
- Prófugos (1940)
- Estampas Habaneras (1939) .... Caridad Valdes[2]